# Copa dos Campeões Europeus da FIBA de 1963–64
A Temporada da Copa dos Campeões Europeus de 1963-64 foi a 7ª edição da Euroliga, e a primeira vencida pelo Real Madrid, que é o maior campeão do torneio, pela primeira vez em sua história.
O Real derrotou o Spartak Brno da antiga Tchecoslováquia perdendo a primeira partida em Brno e vencendo o jogo de volta em Madrid.

## Primeira Fase
| Equipe 1              | Total   | Equipe 2         | 1.º jogo | 2.º jogo |
| --------------------- | ------- | ---------------- | -------- | -------- |
| Handelsministerium    | 133–184 | Spartak ZJŠ Brno | 71–105   | 62–79    |
| AEK                   | 141–154 | Galatasaray      | 73–66    | 68–88    |
| Stade Francais Geneva | 119–161 | Chemie Halle     | 59–72    | 60–89    |
| Alvik                 | 147–173 | Legia Varsóvia   | 80–98    | 67–75    |
| Celtic                | 119–209 | Real Madrid      | 73–102   | 46–107   |
| Etzella Ettelbruck    | 114–145 | Paris Université | 57-73    | 57-72    |
| Akademik              | 141–149 | OKK Belgrade     | 61-68    | 80-81    |
| Alliance              | 116–177 | Antwerpse        | 54-73    | 62-104   |

## Oitavas de Finais
| Equipe 1               | Total     | Equipe 2          | 1.º jogo | 2.º jogo |
| ---------------------- | --------- | ----------------- | -------- | -------- |
| Helsingin Kisa-Toverit | 139–129   | Chemie Halle      | 75–64    | 64–65    |
| Antwerpse              | 170–180   | Simmenthal Milano | 84–90    | 86–90    |
| Galatasaray            | 131–131*  | Steaua Bucureşti  | 69–51    | 62–80    |
| Benfica                | 0–4**     | Legia Varsóvia    | 0-2      | 0-2      |
| Alemannia Aachen       | 112–208   | Real Madrid       | 69-93    | 43-115   |
| Paris Université       | 63–105*** | OKK Belgrado      | 63-105   |          |
| Maccabi Tel Aviv       | 111–154   | Spartak ZJŠ Brno  | 60–58    | 51–96    |

*Após a disputa do Jogo de Ida e de Volta, permaneceu o escore agregado empatado, foi marcado Jogo de Desempate em Bucareste em 19 de Janeiro de 1964 onde o Steaua Bucureşti venceu o Galatasaray por 57-56.
**O Benfica desistiu antes de disputar o Jogo de Ida contra o Legia Varsóvia e a equipe polonesa recebeu dois resultados de 2-0.
***A delegação do Paris Université não conseguiu embarcar para Belgrado em virtude do mau tempo que cancelou todos os vôos para a capital jugoslava, mais tarde a FIBA decidiu que o certame deveria ser decidido em jogo único jogado em Paris em 16 de Janeiro de 1964.
Automaticamente classificado para as quartas de finais
- CSKA Moscou (Detentor do Título) desistiu antes de disputar a competição. Segundo a explicação oficial, O CSKA não disputou a Euroliga para que os atletas pudessem servir à Seleção Soviética de Basquetebol nos Jogos Olímpicos.

## Quartas de Finais
| Equipe 1          | Total   | Equipe 2               | 1.º jogo | 2.º jogo |
| ----------------- | ------- | ---------------------- | -------- | -------- |
| Steaua Bucureşti  | 169–196 | Spartak ZJŠ Brno       | 94–92    | 75–104   |
| Simmenthal Milano | 186–167 | Helsingin Kisa-Toverit | 99–70    | 87–97    |
| Legia Varsóvia    | 176–194 | Real Madrid            | 90-102   | 86-92    |

Automaticamente classificado para as semifinais
- OKK Belgrado

## Semi finais
| Equipe 1          | Total   | Equipe 2         | 1.º jogo | 2.º jogo |
| ----------------- | ------- | ---------------- | -------- | -------- |
| OKK Belgrado      | 178–179 | Spartak ZJŠ Brno | 103–94   | 75–85    |
| Simmenthal Milano | 160–178 | Real Madrid      | 82-77    | 78-101   |

## Finais
| Equipe 1         | Total   | Equipe 2    | 1.º jogo | 2.º jogo |
| ---------------- | ------- | ----------- | -------- | -------- |
| Spartak ZJŠ Brno | 174–183 | Real Madrid | 110-99   | 64-84    |

Jogo de Ida Brno Ice rink, Brno;Público 12.000 or 14.000 (29 de Abril de 1964)

Jogo de Volta Frontón Vista Alegre, Madrid;Público 2.500 (10 de Maio de 1964)
| Copa dos Campeões Europeus de 1963-64 Campeões |
| ---------------------------------------------- |
| Real Madrid 1º Título                          |

## Ligações Externas
- European Cup 1963–64